# Listă cu soiuri de ardei
În această listă sunt enumerate soiuri cultivate de plante din genul Capsicum (ardei). 

## Soiuri cultivate
Capsicum annuum este specia cea mai răspândită a genului Capsicum, cu un număr de varietăți, cu mărime de la câțiva centimetri până la lungimea de 25 de cm, urmată de speciile Capsicum baccatum, Capsicum chinense, Capsicum frutescens (tabasco), și Capsicum pubescens.
| Imagine | Nume                           | Tip                                                           | Specie        | Origine                                          | SHU                     | Dimensiune                        | Descriere |
| ------- | ------------------------------ | ------------------------------------------------------------- | ------------- | ------------------------------------------------ | ----------------------- | --------------------------------- | --- |
|         | Aleppo                         | Ardei iute                                                    | C. annuum     | Siria și Turcia                                  | 10.000-15.000 SHU       |                                   | De culoare roșu închis, este de obicei făcut praf sau fulgi. |
|         | Anaheim                        | Ardei iute tip Anaheim                                        | C. annuum     | SUA                                              | 500–2,500 SHU           | 15 cm                             | O varietate mai puțin iute de ardei New Mexico. A fost adus în California din New Mexico de Emilio Ortega în anii 1900. Adesea este folosit pentru chile relleno. Când este matur, capătă o culoare roșie și este numit „ardei de Colorado”.                                      |
|         | Afghan Short                   |                                                               |               |                                                  |                         |                                   | Roșu. |
|         | Aurora                         |                                                               |               |                                                  |                         |                                   | De la violet și portocaliu spre roșu. |
|         | Alma Paprika                   |                                                               |               |                                                  |                         |                                   | Roșu. Formă de măr. |
|         | Antohi                         | Dulce                                                         | C. annuum     | România                                          | 0 SHU                   |                                   | Ardei de dimensiune conică, mică, crocant, de tipul lunchbox, de culoare galbenă spre roșu la maturitate. Soi românesc. |
|         | Banana                         | Ceară, Ardei lung (capia)                                     | C. annuum     |                                                  | 0–500 SHU               | 15 cm                             | De obicei este murat și folosit în sandvișuri. Are aproximativ forma și culoarea unei banane. |
|         | Bird's eye                     | Ardei iute                                                    | C. annuum     | Mexic                                            | 50.000–100.000 SHU      |                                   | Folosit în bucătăria asiatică. Deseori confundat cu labuyo, un ardei similar din specia Capsicum frutescens. Fructele de C. frutescens sunt de obicei mai mici și au vârfurile caracteristic îndreptate în sus spre deosebire de C. annuum unde sunt de obicei îndreptate în jos. |
|         | Baklouti                       | Ardei iute                                                    | C. annuum     | Tunisia                                          | 1.000–5.000 SHU         |                                   | Folosit în Harissa. |
|         | Black Namaqualand              | Ardei iute                                                    | C. annuum     | Africa                                           |                         | 2 cm                              | De la negru la roșu. Tulpină neagră. Flori violet. Formă lunguiață, conică. |
|         | Blockpaprika                   | Ardei gras                                                    | C. annuum     |                                                  |                         |                                   | Roșu, portocaliu și galben. Numit și Gemüsepaprika. |
|         | Bolivian rainbow               | Ardei gras                                                    | C. annuum     |                                                  |                         |                                   | De la violet și galben, portocaliu spre roșu. |
|         | Beaver Dam                     | Ardei lung (capia)                                            | C. annuum     |                                                  |                         |                                   | Roșu. |
|         | California wonder              | Ardei gras                                                    | C. annuum     | SUA                                              | 0 SHU                   | 13 cm lungime x 10 cm lățime      | |
|         | Black Heart                    | Ardei iute                                                    | C. annuum     | Austria                                          | 5.000–20.000 SHU        | 2–3 cm                            | Florile sunt mov. Fructele se maturizează de la negru la roșu. |
|         | Black Hungarian                | Ardei iute                                                    | C. annuum     | Ungaria                                          | 5.000–10.000 SHU        | 5–7 cm                            | Culoare neagră și apoi roșie la maturitate. Interiorul este verde. Formă conică. |
|         | Black Pearl                    | Ardei iute                                                    | C. annuum     | SUA                                              | 10.000 - 30.000 SHU     | Mici                              | Gust dulce-acrișor. Soi creat de Rob Griesbach și John Stommel. |
|         | Calabrese                      | Ardei iute                                                    | C. annuum     | Italia                                           | 30.000 SHU              |                                   | Nume dat soiurilor de ardei iuți din zona Calabria. Există mai multe soiuri, precum Albarello, Conico, Grosso, Lungo, Piccolo, Sottile, Tondo și Tondo Dulce. |
|         | Cascabel                       |                                                               | C. annuum     | Mexic                                            | 3.000 SHU               | 2,5 cm                            | De obicei folosit uscat, are o aromă distinctă. Numele provine de la sunetul făcut de semințe în interiorul ardeiului uscat când acesta e scuturat. |
|         | Cayenne (Red)                  | Ardei iute                                                    | C. annuum     | Guiana franceză                                  | 30.000–50.000 SHU       | 13 cm                             | |
|         | Cherry                         | Pimiento                                                      | C. annuum     |                                                  | 100-500 SHU             | 2,5 cm                            | Numit și ardei pimento. |
|         | Cheongyang                     | Ardei iute, lung                                              | C. annuum     | Coreea                                           | 10.000 SHU              |                                   | Numit după ținuturile Cheongsong și Yeongyang. Dezvoltat de Dr Yoo Il-Woong priun hibridizarea unui soi local Jejudo cu ardeiul Bird's eye. |
|         | Chilaca                        | Pasilla                                                       | C. annuum     | Mexic                                            | 1,000–2,000 SHU         | 15 cm                             | De obicei folosit uscat; în stare uscată se numește pasilla. Are aromă afumată. |
|         | Chile De Árbol                 | Ardei iute                                                    | C. annuum     | Mexic                                            | 15.000–30.000 SHU       | 5 - 7,5 cm (diametru 0,65 - 1 cm) | Numit și „chili cioc de pasăre” („bird's beak chile”) și chili „coadă de șobolan” („rat's tail chile”). Folosit și ornamental, uscat, în ghirlande, pentru că nu își pierde culoarea de roșu aprins atunci când e uscat.                                                          |
|         | Chilhuacle Negro               | Ardei iute                                                    | C. annuum     | Oaxaca, Mexic                                    | 1.500-2.000 SHU         |                                   | Soi vechi. |
|         | Chiltepin                      | Chiltepin                                                     | C. annuum     | Mexic                                            | 50.000–100.000 SHU      | 0,5 cm grosime                    | Presupus a fi un strămoș al ardeilor C. annuum. Evidențe arheologice arată că era consumat în 7,500 î.Hr. Numit și tepin. |
|         | Chimayó                        | Ardei iute                                                    |               | SUA                                              | 4.000–6.000 SHU         |                                   | |
|         | Cubanelle                      | Ardei lung (capia)                                            | C. annuum     |                                                  | 1–1.000 SHU             | 7 -10 cm                          | De grosime medie. |
|         | Dangjo                         |                                                               | C. annuum     | Coreea                                           |                         |                                   | . |
|         | Dundicut                       | Ardei iute                                                    | C. annuum     | Pakistan                                         | 30.000 - 65.000 SHU     |                                   | Se folosesc de obicei uscați. |
|         | Dutch red                      | Ardei lung (capia)                                            | C. annuum     | Olanda                                           |                         |                                   | Se găsesc frecvent în Olanda. |
|         | Elefantenrüssel                | Ardei lung (capia)                                            | C. annuum     | Germania                                         |                         |                                   | Galben. Din DDR. |
|         | Espelette (Gorria)             | Pimiento                                                      | C. annuum     | Țara Bascilor (partea franceză)                  | 1.500 - 4.000 SHU       |                                   | Fructele proaspete, plantele și semințele sunt cunoscute sub numele de „Gorria”", în timp ce fructele uscate sunt numite „Piment d'Espelette”. „Gorria” în limba bască înseamnă „roșu”. Cultivat în Espelette din ca. 1650. Este un ardei cu denumire de origine protejată.       |
|         | Facing Heaven                  | Ardei iute                                                    | C. annuum     | Sichuan, China                                   | 30.000-50.000SHU        |                                   | |
|         | Fish                           | Ardei iute                                                    | C. annuum     |                                                  | 5.000–30.000 SHU        |                                   | |
|         | Fresno                         | Ardei iute                                                    | C. annuum     | SUA                                              | 2.500–10.000 SHU        | 9 cm                              | Similar cu jalapeño, dar mai subțire. Frecvent utilizat în ceviche și salsa. |
|         | Friggitelli (Peperoncini)      | Ceară, Ardei lung                                             | C. annuum     | Italia                                           | 100–500 SHU             | 8 cm                              | Dulce. Servit sauté. Numit și friggitellotello. |
|         | Goat's Weed                    | Ardei iute                                                    | C. annuum     | Venezuela                                        | 80.000 SHU              |                                   | |
|         | Gogoșar                        | Gogoșar                                                       | C. annuum     | România, Moldova, Bulgaria, Macedonia, Ucraina   | 0 SHU                   | 15 cm                             | De obicei este murat sau umplut. Printre soiurile românești de gogoșar se numără Bucur, Centenar, Cornel, Scorilo, Stef, Tiberius, Traian și Vlad. |
|         | Guntur chilli                  |                                                               | C. annuum     | Andhra Pradesh, Telangana, Sudul Indiei          | 30.000–350.000 SHU      |                                   | . |
|         | Hungarian Wax                  | Ceară, Ardei iute                                             | C. annuum     | Ungaria                                          | 2.500–8.000 SHU         |                                   | |
|         | Italian Sweet                  | Ardei lung (capia)                                            | C. annuum     | Italia                                           | 0 SHU                   |                                   | Folosit în Spania |
|         | Jalapeño                       | Jalapeño                                                      | C. annuum     | Mexic                                            | 2.500–8.000 SHU         | 8-9 cm                            | Jalapeño uscat și afumat se numește chipotle. |
|         | King Arthur                    | Ardei gras                                                    | C. annuum     | SUA                                              | 0 SHU                   |                                   | Ardei gras, mare, crocant, rezistent la viruși. Soi nou. |
|         | Korean chili                   |                                                               | C. annuum     | Coreea                                           | 1.500 SHU               | 7,6–10,2 cm                       | |
|         | Medusa                         | Ornamental/Culinar                                            | C. annuum     |                                                  | 1.000 - 3.999 SHU       | 5 cm                              | Formează plante pitice foarte atractive coloristic, cu ardeii orientați în sus. |
|         | Mirasol                        |                                                               | C. annuum     | Mexic                                            | 2.000–5.000 SHU         |                                   | Forma uscată a lui chili Mirasol se numește guajillo, și e folosit în gătirea sosului roșu pentru tamale. |
|         | NuMex peppers                  | Ornamental                                                    | C. annuum     | SUA                                              |                         |                                   | Institutul Ardeiului Chili din cadrul Universității de Stat New Mexico a creat multe soiuri neobișnuite de chili. În poză, ardeii NuMex Twilight. |
|         | Ñora (sp.) Nyora (fr.)         | Gogoșar                                                       | C. annuum     | Spania                                           | 0 SHU                   |                                   | Mic și dulce. Lăsat uneori să se usuce direct pe plantă. |
|         | Peter Pepper                   | Ornamental                                                    | C. annuum     | SUA și Mexic                                     | 5.000–30.000 SHU        | 8 - 10 cm                         | Rar, cultivat pentru forma sa unică. |
|         | Peperoncino                    | Cayenne                                                       | C. annuum     | Italia                                           | 15.000–30.000 SHU       |                                   | Nume generic pe care italienii îl dau ardeilor iuți din speciile Capsicum annuum și Capsicum frutescens. |
|         | Peperone crusco                | Dulce                                                         | C. annuum     | Italia                                           | 0 SHU                   |                                   | Nume generic pe care italienii îl dau varietății dulci de Capsicum annuum destinate uscării, tipică în regiunea Basilicata. |
|         | Pequin                         | Ardei iute                                                    | C. annuum     | Mexic                                            | 100.000–140.000 SHU     |                                   | Numit și piquín |
|         | Padrón                         | Pimiento                                                      | C. annuum     | Spania                                           | 500–5.000 SHU           | 3,5 – 6 cm                        | Numit și pimientos de Herbón. |
|         | Poblano                        | Ardei iute                                                    | C. annuum     | Mexic                                            | 1,000–2,000 SHU         | 13 cm                             | Folosit pentru chile relleno. Cănd e cules timpuriu și uscat se numește ancho, când e cules matur și uscat se numește mulato. |
|         | Prik Kee Nu                    | Ardei iute                                                    | C. annuum     | Tailanda                                         | 50.000–100.000 SHU      | 3 cm                              | Mic și iute. |
|         | Puya                           | Ardei iute                                                    | C. annuum     | Mexic                                            | 5.000 SHU               |                                   | Capsicum annuum L., iute, mediu, verde până la roșu Numit și 'Pulla'. |
|         | Santa Fe Grande                | Fresno                                                        | C. annuum     |                                                  |                         |                                   | Dulce și un pic iute. |
|         | Ardei de Senise                | Ardei lung                                                    | C. annuum     | Italia                                           | 0 SHU                   | 5 cm                              | Dulce, cu denumire de origine protejată (DOP). Are un festival anual organizat pe 11 August în Potenza, Italia. |
|         | Serrano                        | Ardei iute                                                    | C. annuum     | Mexic                                            | 10.000–23.000 SHU       | 5 cm                              | Subțire |
|         | Shishito                       |                                                               | C. annuum     | Japonia                                          | 50-200 SHU              |                                   | De mărimea unui deget, subțire. |
|         | Siling Mahaba                  | Ardei iute                                                    | C. annuum     | Filipine                                         | 50.000 SHU              |                                   | Popular în bucătaria filipineză. |
|         | Thai Orange Hot                | Ardei iute                                                    | C. annuum     | Tailanda                                         | 15.000 SHU              |                                   | Popular în bucătăria thailandeză. |
|         | Bishop's Crown                 | Ardei iute                                                    | C. baccatum   | Barbados                                         | 10.000–30.000 SHU       | 6 cm                              | Formă unică asemănătoare pălăriei unui episcop. Numit și bishop's hat, ohidee, ají flor, monk's hat. |
|         | Ají Limon (lemon drop)         | Ardei iute                                                    | C. baccatum   | Peru                                             | 30.000–50.000 SHU       | 6–8 cm lung și 1,2 mm lat         | Soi foarte productiv, o singură plantă putând produce 100 de ardei. Cu gust ușor citric. Confudat uneori cu ají limo, ardei dintr-o specie diferită (C. chinense) |
|         | Piquante                       |                                                               | C. baccatum   | 1.000–2.000 SHU                                  | 2 cm                    |                                   | |
|         | Adjuma                         | Ardei iute                                                    | C. chinense   | 100.000–500.000 SHU                              |                         | Originar din Suriname             | |
|         | Ají Dulce                      | Cuba, Jamaica, Puerto Rico, Repiblica Dominicană și Venezuela | C. chinense   | 0–500 SHU                                        |                         |                                   | Ardei folosit pentru asezonare. Numele se referă la o varietate specifică de Capsicum chinense care e rudă cu habanero dar mult mai puțin iute. Numit și ají cachucha din cauza formei sale specifice de pălărie.                                                                 |
|         | Bhut Jolokia                   | Ardei iute                                                    | C. chinense   | Nord-estul Indiei                                | Până la 1.040.000 SHU   | 6 cm                              | A fost odată cel mai iute ardei din lume. E un hibrid interspecific, majoritatea fiind C. chinense cu câteva gene din specia C. frutescens. Numit și naga jolokia sau ghost pepper.                                                                                               |
|         | Carolina Reaper                | Ardei iute                                                    | C. chinense   | SUA                                              | 1.569.300–2.200.000 SHU |                                   | Exttem de iute, odată a deținut recordul mondial pe scara SHU. Creat de Ed Currie |
|         | Datil                          | Ardei iute                                                    | C. chinense   |                                                  | 100.000–300.000 SHU     |                                   | În principal în Florida. |
|         | Fatalii                        | Ardei iute                                                    | C. chinense   | Africa centrala si de sud                        | 125.000–325.000 SHU     | 6 cm                              | Deseori confundat cu un tip de habanero numit „devil's tongue”. |
|         | Habanero                       | Ardei iute                                                    | C. chinense   |                                                  | 100.000–350.000 SHU     | 5 cm                              | Aromă specifică florală. |
|         | Hainan Yellow Lantern          | Ardei iute                                                    | C. chinense   |                                                  | 300.000 SHU             | 5 x 3 cm                          | Numit și yellow emperor chili, e cultivat numai în Hainan, China. |
|         | Infinity chili                 | Ardei iute                                                    | C. chinense   |                                                  | 1.176.182 SHU}}         |                                   | |
|         | Madame Jeanette                | Ardei iute                                                    | C. chinense   | Surinam                                          | 100.000–350.000 SHU     |                                   | |
|         | Naga Morich                    | Ardei iute                                                    | C. chinense   | Bangladeș și India                               | 1.000.000 SHU           |                                   | |
|         | Naga Viper                     | Ardei iute                                                    | C. chinense   | Anglia                                           | 1,382,118 SHU           |                                   | |
|         | Neyde                          | Ardei iute                                                    | C. chinense   | Brazilia                                         |                         | 20,000 SHU                        | . |
|         | NuMex peppers                  |                                                               | C. chinense   | SUA                                              |                         |                                   | Ardeii din poză sunt din soiul NuMex Suave Orange. |
|         | Pepper X                       | Ardei iute                                                    | C. chinense   | SUA                                              | 2.693.000 SHU           |                                   | Din 23 August 2023, deține recordul de cel mai iute ardei din lume. |
|         | Red Savina                     | Ardei iute                                                    | C. chinense   | SUA                                              | 200.000–580.000 SHU     |                                   | |
|         | Scotch Bonnet                  | Ardei iute                                                    | C. chinense   |                                                  | 150.000–325.000 SHU     | 5 cm                              | Caraibe. |
|         | Trinidad moruga scorpion       | Ardei iute                                                    | C. chinense   |                                                  | Până la 2.000.000 SHU   |                                   | Cel mai iute ardei în 2012. |
|         | Trinidad Scorpion 'Butch T'    | Ardei iute                                                    | C. chinense   |                                                  | Până la 1.400.000 SHU   |                                   | . |
|         | Kambuzi, Africa                | Ardei iute                                                    | C. frutescens | Malawi                                           |                         |                                   | . |
|         | Labuyo (Filipino bird's eye)   | Ardei iute                                                    | C. frutescens | Filipine                                         | 80.000–100.000 SHU      | 0,51 cm - 1,78 cm                 | Mic, formă de con. |
|         | Piri piri (African bird's eye) | Ardei iute                                                    | C. frutescens | Africa de Sud, Africa Centrală și Africa de Vest | 50.000–175.000 SHU      | 1,9 - 3,2 cm                      | Numit și peri peri sau pili pili, folosit și de portughezi. |
|         | Malagueta                      | Ardei iute                                                    | C. frutescens | Caraibe                                          | 60.000–100.000 SHU      | 4,8 cm                            | |
|         | Tabasco                        | Ardei iute                                                    | C. frutescens | Mexic                                            | 30.000–50.000 SHU       | 4 cm                              | Folosit în sosul Tabasco. Fructul e folosit numai când atinge o anumită nuanță de roșu, măsurată cu „le petit bâton rouge”. |
|         | Xiao mi la                     | Ardei iute                                                    | C. frutescens | China                                            | 75.000 SHU              |                                   | Numele xiao mi la se traduce literal prin „chili mic pentru orez”. |
|         | Canário                        | Ardei iute                                                    | C. pubescens  | Peru                                             | 30.000–50.000 SHU       | 6,5 cm                            | Formă de măr mic. Tolerează mai bine frigul. |
|         | Rocoto                         | Ardei iute                                                    | C. pubescens  | Peru, Bolivia                                    | 30.000–100.000 SHU      |                                   | Numit și ardei Manzano sau Locoto. Există multe varietăți de Rocoto. "Manzano" e cuvântul spaniol pentru „măr”. Are semințe negre. |

## Specii sălbatice
- Capsicum buforum
- Capsicum caballeroi
- Capsicum campylopodium
- Capsicum cardenasii
- Capsicum ceratocalyx
- Capsicum chacoense
- Capsicum coccineum
- Capsicum cornutum
- Capsicum dimorphum
- Capsicum dusenii
- Capsicum eximium
- Capsicum friburgense
- Capsicum galapagoense
- Capsicum geminifolium
- Capsicum hookerianum
- Capsicum hunzikerianum
- Capsicum lanceolatum
- Capsicum leptopodum
- Capsicum minutiflorum
- Capsicum mirabile
- Capsicum parvifolium
- Capsicum pereirae
- Capsicum praetermissum
- Capsicum scolnikianum
- Capsicum schottianum
- Capsicum tovarii
- Capsicum villosum

## Vezi și
- Tabasco (plantă)
- Ardei
- Ardei gras
- Gogoșar
- Ardei lung (capia/kapia)
- Paprika
- Scara Scoville
- Capsaicină